# Boninsegna (cognome)
Boninsegna è un cognome di lingua italiana.

## Varianti
Boninsegni.

## Origine e diffusione
Il cognome compare prevalentemente in Italia centro-settentrionale.
Potrebbe costituire una variante di Boni e significare "che tu lasci un segno di bontà". È affine al cognome Segni.

## Persone
- Margherita Boninsegna – eretica italiana, compagna di fra Dolcino.
- Roberto Boninsegna – allenatore ed ex calciatore italiano.
- Rosetta Boninsegna – pittrice italiana.